# Mine de Mutanda
La mine de Mutanda est une mine à ciel ouvert de cuivre et de cobalt située dans la province de Katanga, au sud-est de la République démocratique du Congo.
Elle est située à proximité de Kolwezi et du lac Delcommune.

## Exploitation
La mine est exploitée par la multinationale suisse Glencore. En 2018, elle a produit près de 200 000 tonnes de cuivre et plus de 27 000 tonnes de cobalt, soit un cinquième de l'approvisionnement mondial de ce métal.
En raison de la chute des cours du cobalt (passés de 40 dollars la livre à la mi-2018 à 12 dollars la livre en août 2019), mais aussi du nouveau code minier mis en place l'année précédente par la République du Congo faisant passer les taxes de 2 à 10%, Glencore annonce en août 2019 la décision de suspendre l'exploitation de la mine à la fin de l'année.
Cependant, dès 2021, le site a été rouvert par Glencore. En quelques mois, Mutanda a retrouvé sa position de première mine terrestre mondiale de cobalt. Avec un tonnage de 299,5 Mt (en comptant les réserves et ce qui a déjà été extrait) et un taux de cobalt de 0,59 %, le site contient donc 1,767 Mt de cobalt. À titre de comparaison, la mine de Kamoto est la deuxième plus grande mine mondiale, située à 40 km, avec un tonnage de 416 Mt et un taux de cobalt plus faible de 0,39 %, ce qui donne un stock de 1,608 Mt de cobalt.